# Castianeira luctifera
Castianeira luctifera är en spindelart som beskrevs av Alexander Petrunkevitch 1911. Castianeira luctifera ingår i släktet Castianeira och familjen flinkspindlar. Inga underarter finns listade.